# Gerhard Hahn (Theologe)
Gerhard Ludwig Adolf Hahn (* 1. August 1901 in Großenrode; † 26. Juli 1943 in Jelabuga) war ein deutscher Theologe und Politiker (NSDAP).

## Leben
Hahn nahm als Freiwilliger am Ersten Weltkrieg teil und schloss sich nach Kriegsende einem Freikorps an. Anschließend studierte er an der Georg-August-Universität Göttingen und der Universität Leipzig Evangelische Theologie. 1921 wurde er Corpsschleifenträger der Brunsviga Göttingen. Ab 1928 war er Pastor in Elmlohe bei Wesermünde. Ebenfalls 1928 heiratete er in Lippehne die Fleichermeistertochter Elise Unverhau (1905–1976). Aus der Ehe gingen drei Töchter und ein Sohn hervor. Er trat zum 1. Juli 1930 in die NSDAP ein (Mitgliedsnummer 279.277) und vertrat sie ab 1932 im Preußischen Landtag. Seit 1932 Landesleiter der Deutschen Christen in Hannover, fungierte er für die NSDAP als Gaufachberater in Kirchenfragen. In der Zeit des Nationalsozialismus wurde er 1933 Präsident des Landeskirchentages. Zugleich setzten ihn die Deutschen Christen im Kirchenkampf als Geistlichen Vizepräsidenten des Landeskirchenamtes Hannover ein. Am 6. November 1934 wurden die Beamten der Deutschen Christen, unter ihnen Gerhard Hahn, aus dem Landeskirchenamt Hannover entfernt und beurlaubt. Er wechselte 1936 zur Landeskirche Thüringen und übernahm eine Pfarrstelle in Friemar. Nach Beginn des Zweiten Weltkrieges diente er im Heer (Wehrmacht). 1943 kam er in der Schlacht um Stalingrad als sowjetischer Kriegsgefangener in das Kriegsgefangenenlager 97. Dort starb er mit noch nicht 42 Jahren.